# Liocarcinus marmoreus
Liocarcinus marmoreus är en kräftdjursart som först beskrevs av Leach 1814.  Liocarcinus marmoreus ingår i släktet Liocarcinus, och familjen simkrabbor. Arten har ej påträffats i Sverige.

## Bildgalleri

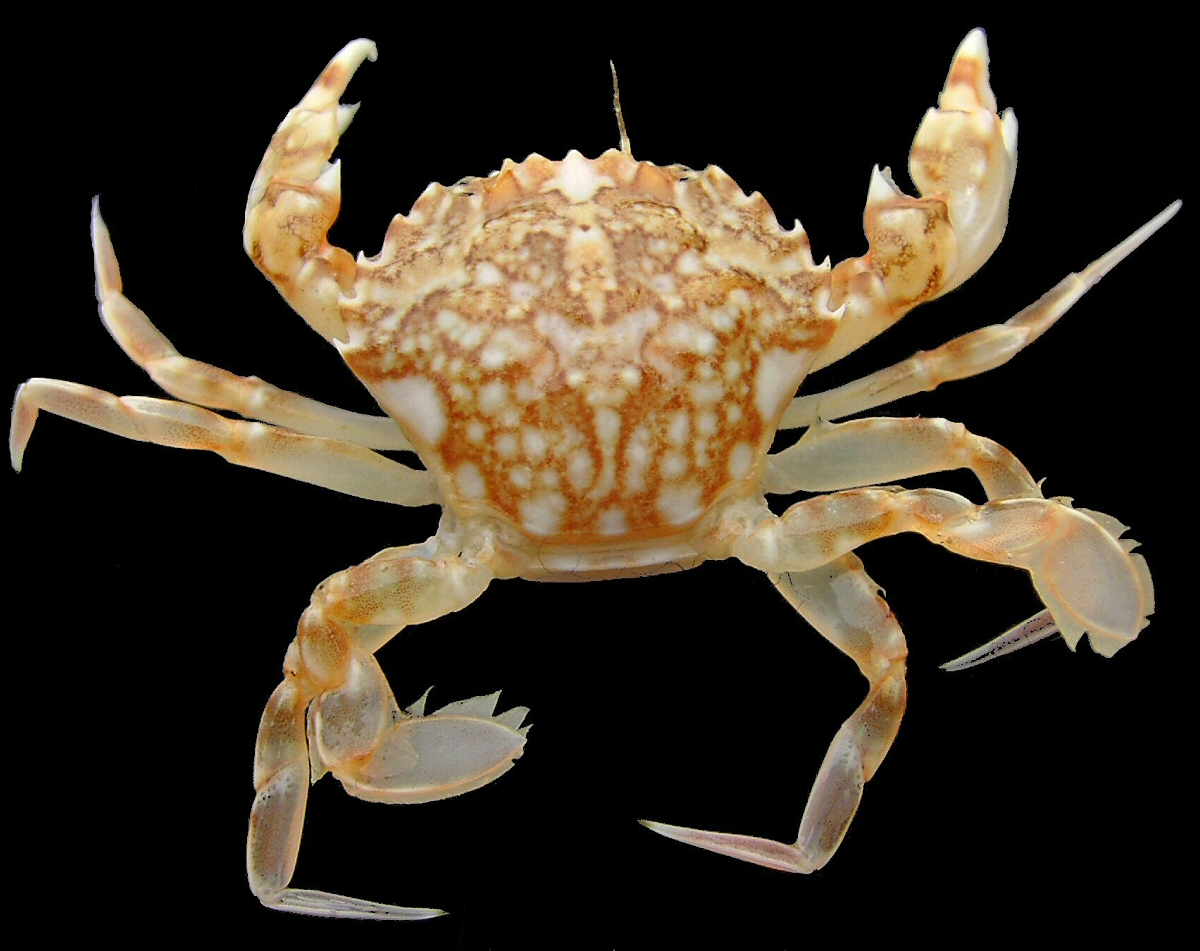